# Callidula
Callidula es un género de polillas de la familia Callidulidae.

## Especies
- Callidula arctata (Butler, 1877)
- Callidula aruana (Butler, 1877)
- Callidula atata (Swinhoe, 1909)
- Callidula aureola (Swinhoe, 1905)
- Callidula biplagiata (Butler, 1887)
- Callidula dichroa (Boisduval, 1832)
- Callidula erycinoides (Felder, 1874)
- Callidula evander (Stoll, [1780])
- Callidula fasciata (Butler, 1877)
- Callidula hypoleuca Butler, 1887
- Callidula jucunda Felder, 1874
- Callidula kobesi Holloway, 1998
- Callidula lata (Pagenstecher, 1887)
- Callidula lunigera Butler, 1879
- Callidula miokensis (Pagenstecher, 1884)
- Callidula nenia Druce, 1888
- Callidula nigresce (Butler, 1887)
- Callidula oceanitis (Joicey & Talbot, 1916)
- Callidula petavius (Stoll, 1781)
- Callidula plagalis (Felder, 1874)
- Callidula plioxantha (Kirsch, 1877)
- Callidula posticalis (Guérin-Méneville, [1831])
- Callidula propinqua (Butler, 1877)
- Callidula sakuni (Horsfield, [1828])
- Callidula sumatrensis Pagenstecher, 1887
- Callidula versicolor (Felder, 1874)
- Callidula waterstradti Holloway, 1998